# Альціон білогузий

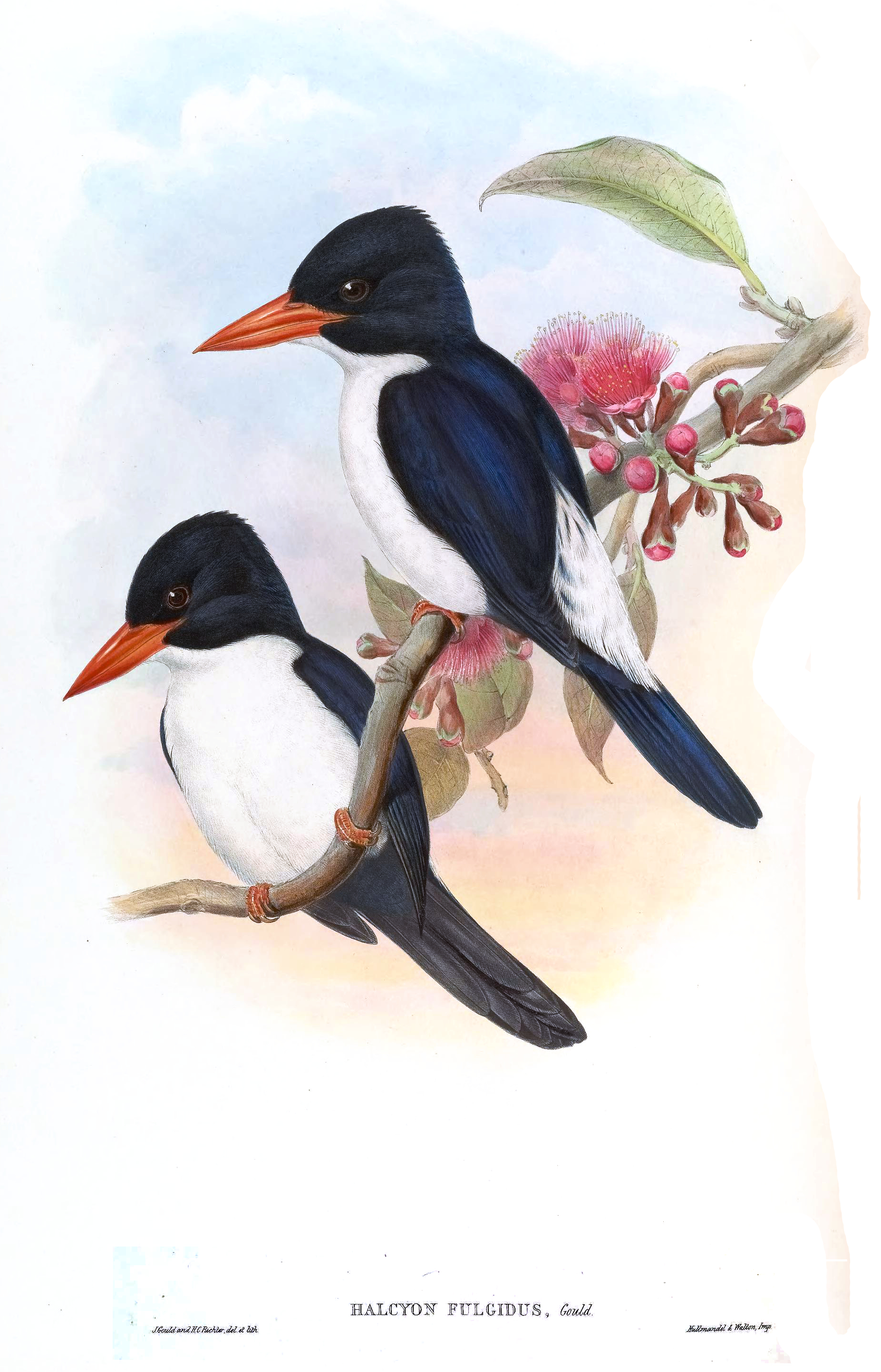
Білогузі альціони

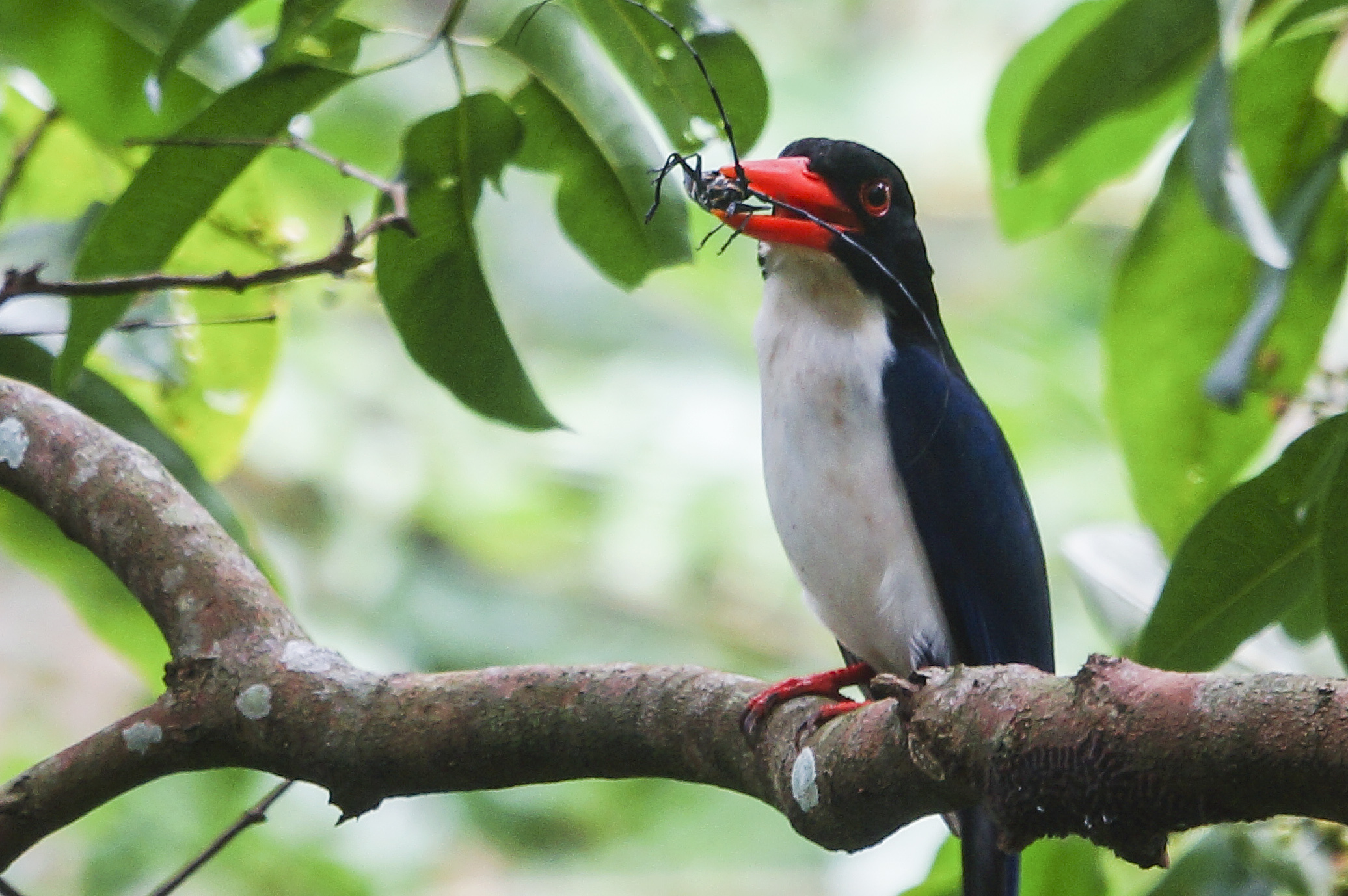
Білогузий альціон зі здобиччю

Альціо́н білогузий (Caridonax fulgidus) — вид сиворакшоподібних птахів родини рибалочкових (Alcedinidae). Ендемік Індонезії. Це єдиний представник монотипового роду Білогузий альціон (Caridonax).

## Опис
Верхня частина тіла темно-синя, нижня частина тіла біла. Очі темно-карі, дзьоб і лапи червоні.

## Поширення і екологія
Білогузі альціони мешкають на Малих Зондських островах, зокрема на островах Ломбок, Сумбава і Флорес. Вони живуть у вологих рівнинних і гірських тропічних лісах і чагарникових заростях, в сухих чагарникових заростях, на полях і в садах. Зустрічаються на висоті до 1700 м над рівнем моря. Живляться комахами, іншими безхребетними і дрібними хребетними.